# Basisschool Christoffel

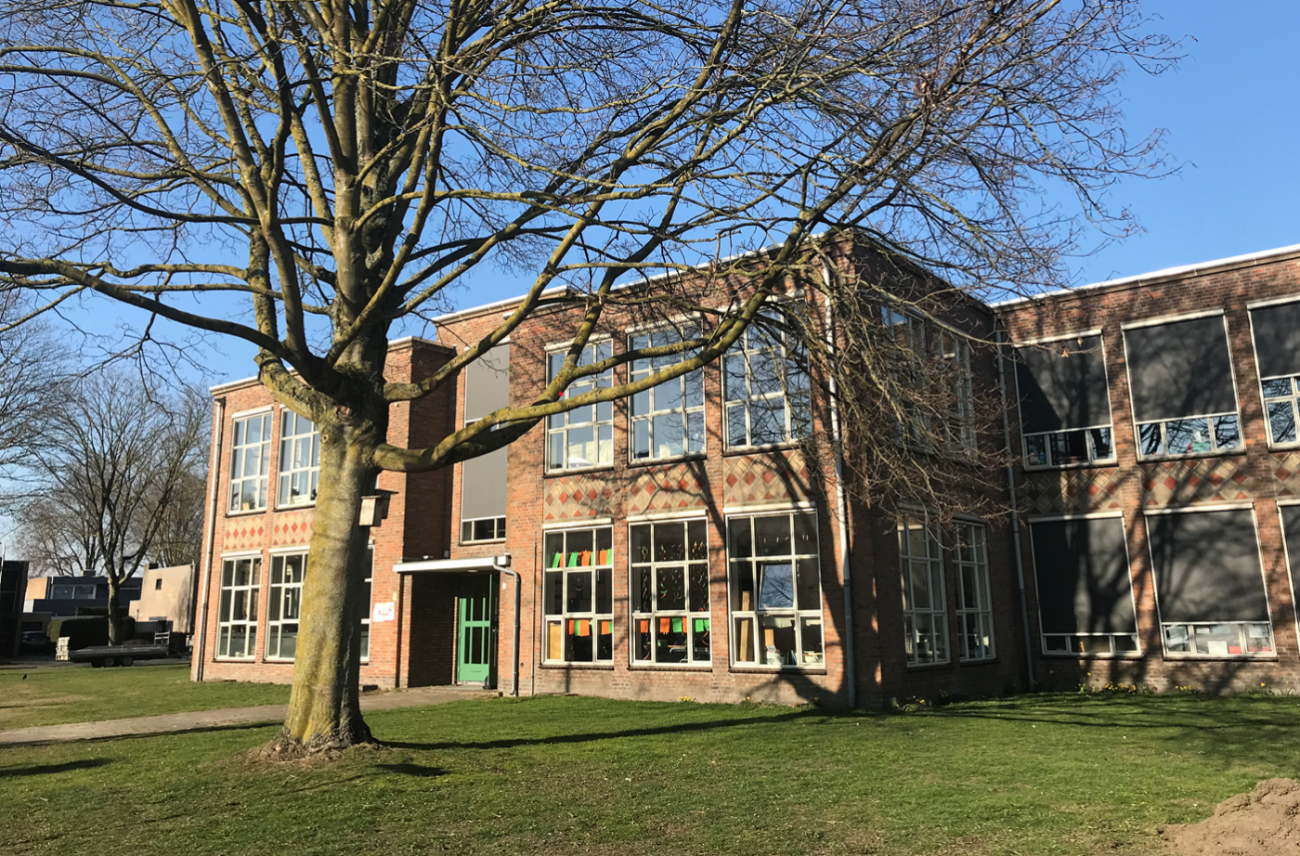
Huidig gebouw van Basisschool Christoffel

Basisschool Christoffel is een rooms-katholieke school voor basisonderwijs in Tilburg.
De school is aangesloten bij het bestuur Expect primair. Expect primair is een bestuursorganisatie met 25 aangesloten sociaal-katholieke basisscholen in Tilburg en omstreken.

## Geschiedenis
De school werd in 1957 aan de Zouavenlaan gesticht als rooms-katholieke jongensschool. Een jaar later, in 1958, werd de St. Jeanne Chantal-school opgericht aan de Schout Backstraat. In de jaren zestig zijn beide scholen gefuseerd tot de St. Christoffelschool. Ook werd toen een kleuterschool gestart aan de Burgemeester Rauppstraat: Adeefke. Door groei van de school werd in de jaren 90 het gebouw aan de Burgemeester Raupstraat in gebruik genomen voor de school, maar die werd in 1999 ingeruild voor het gebouw aan de Zouavenlaan.
Tussen 2015 en 2020 is de school op meerdere plekken verbouwd, buiten de school is er een nieuw grasveldje aangelegd met daarom een speelplek voor de kinderen. Ook is er een stuk aan de school aangebouwd om ruimte te creëren voor extra lokalen. Officieel is de naam van de school nu "Kindcentrum Christoffel" doordat er ook een voor- en buitenschoolse opvang en een kinderdagverblijf te vinden is in het gebouw.

## Doelstellingen
De overtuiging van het bestuur van de school over onderwijs is:
Basisschool Christoffel is een school waar kinderen leren volgens een interactief proces. Wij denken dat leerlingen pas echt leren als ze worden uitgedaagd en als ze voldoende gemotiveerd zijn. Dat vraagt van ons als professionals om voortdurend af te stemmen. Door rekening te houden met wat ze al weten, daarbij aan te sluiten en hen uit te dagen een volgende stap te zetten. Leren in dialoog vraagt ook om de mogelijkheid om ervaringen op te doen en samen te leren en te werken. Wij zijn ervan overtuigd dat we de beste leerresultaten behalen door ons onderwijs af te stemmen op de individuele behoeften van leerlingen.— 

## Statistieken
Momenteel zitten er 543 kinderen op basisschool Christoffel. Er werken 50 mensen op de Christoffel, waarvan 83% vrouw. 35% van de leerlingen stroomt na groep 8 door naar de havo. Op de centrale Cito-eindtoets van 2018-2019 was de gemiddelde score 353. Christoffel eindigt hier als een gemiddelde school.